# Авги (дем Лъгадина)
Вижте пояснителната страница за други значения на Авги.
Авги (на гръцки: Αυγή) е село в Гърция, дем Лъгадина, област Централна Македония с 459 жители (2001).

## География
Селото е разположено в южните поли на Богданската планина (Сухо планина, на гръцки Вертискос), на няколко километра източно от село Сухо (Сохос).

## История
Основано е през 1920-те години от гърци бежанци. Според преброяването от 1928 година Авги е чисто бежанско село с 28 бежански семейства и 102 души.

## Личности
Родени в Авги
- Савас Анастасиадис (р. 1954), гръцки политик